# Matt Priscott
Pas d'image ? Cliquez ici

a Compétitions nationales et continentales officielles uniquement.

Dernière mise à jour le 24 novembre 2021.
Matt Priscott, né le 1er septembre 1977 à Te Awamutu (Nouvelle-Zélande), est un joueur néo-zélandais de rugby à XV évoluant au poste d' ailier ou de centre.

## Biographie
Matt Priscott participe au championnat des provinces NPC avec Otago RFU et Waikato où il est vice-champion des provinces néo-zélandaises en 2002.
Il part ensuite jouer une saison pour les Wasps où il devient champion d'Angleterre en 2005 puis au Tarbes PR en Pro D2 et enfin deux ans au FC Grenoble à partir de la saison 2006-2007.

## Palmarès
- National Provincial Championship :
  - Vice-champion (1) : 2002

- Premiership Rugby :
  - Champion (1) : 2005